# Benthamiella pycnophylloides
Benthamiella pycnophylloides ist eine Pflanzenart aus der Gattung Benthamiella in der Familie der Nachtschattengewächse (Solanaceae).

## Beschreibung
Benthamiella pycnophylloides ist ein Chamaephyt. Die Laubblätter werden 2,2 bis 4 mm lang und etwa 1,5 mm breit. Ihr Rand ist mit wolligen Trichomen behaart. Der Blütenkelch ist 3 bis 4 mm lang, nahezu glockenförmig und am Rand mit Trichomen besetzt, die denen der Laubblätter gleichen. Die Krone ist 7 bis 8 (selten nur 6) mm lang, röhrenförmig und unbehaart. Die fünf Staubblätter stehen nicht über die Krone hinaus und sind nahezu gleichgestaltig. Die Staubfäden sind unbehaart und setzen in unterschiedlichen Höhen im mittleren Teil der Kronröhre an. Meistens besitzt der Fruchtknoten ein sichtbares Nektarium. Der Griffel steht nicht oder nur geringfügig über die Krone hinaus.
Die Chromosomenzahl beträgt 2n = 22.

## Verbreitung
Die Art wächst in patagonischen Steppen. Sie ist in Santa Cruz und im Süden Chiles beheimatet.

## Systematik und botanische Geschichte
Die Art wurde 1897 von Carlos Luis Spegazzini erstbeschrieben.